# Parque Nacional de Gombe Stream
O Parque Nacional de Gombe Stream está localizado na parte ocidental da região de Quigoma, a cerca de 16 km (10 milhas) ao norte de Quigoma, a capital regional. Foi estabelecida em 1968 e é o menor parque nacional da Tanzânia, com somente 35 km² de floresta, cobrindo a região ao longo das colinas da margem oriental do Lago Tanganica. O terreno se distingue por seus vales íngremes, e as áreas de vegetação constituem tanto pastagens quanto florestas tropicais. O parque é acessível somente por barco e é famoso por ser o local onde Jane Goodall iniciou suas investigações sobre o comportamento das populações de chimpanzés.
A grande variedade de diversidade em sua fauna torna este parque um destino turístico de grande popularidade, o qual vem crescendo. Entre esta fauna, os primatas que habitam Gombe Stream incluem o Babuíno-anúbis, Piliocolobus, Macaco-de-cauda-vermelha, macaco-azul e Chlorocebus. Já foi observado na região grupos híbridos entre os Macacos-de-cauda-vermelha e a população de Macacos-azuis. O parque também é refúgio de cerca de 200 espécies de aves e do Porco-vermelho. Existe também 11 espécies de cobras, assim como leopardos e hipopótamos ocasionalmente visitam o local. Os visitantes do parque podem fazer caminhadas na floresta, ver os chimpanzés e nadar e praticar esnórquel no Lago Tanganica, onde há aproximadamente 100 famílias de peixes Cichlidae.

## Conservação
A biodiversidade do Parque Nacional Gombe Stream é principalmente ameaçada pela atividade humana. Apesar de que 25% da Tanzânia está protegida com parques ou reservas, a população e fauna segue em declínio. Isto se deve principalmente pela falta de colaboração entre a administração dos parques, e outros setores do governo, e as comunidades rurais. Frequentemente, as terras da população rural estão localizadas entre os parques e são um obstáculo para o trânsito da vida selvagem. Sem incentivo para proteger os animais, as comunidades rurais os caçam como alimento por razões de segurança. A pobreza também aumenta a demanda de carne de caça e muitas zonas vegetativas são desflorestadas por agricultores.

## Galeria

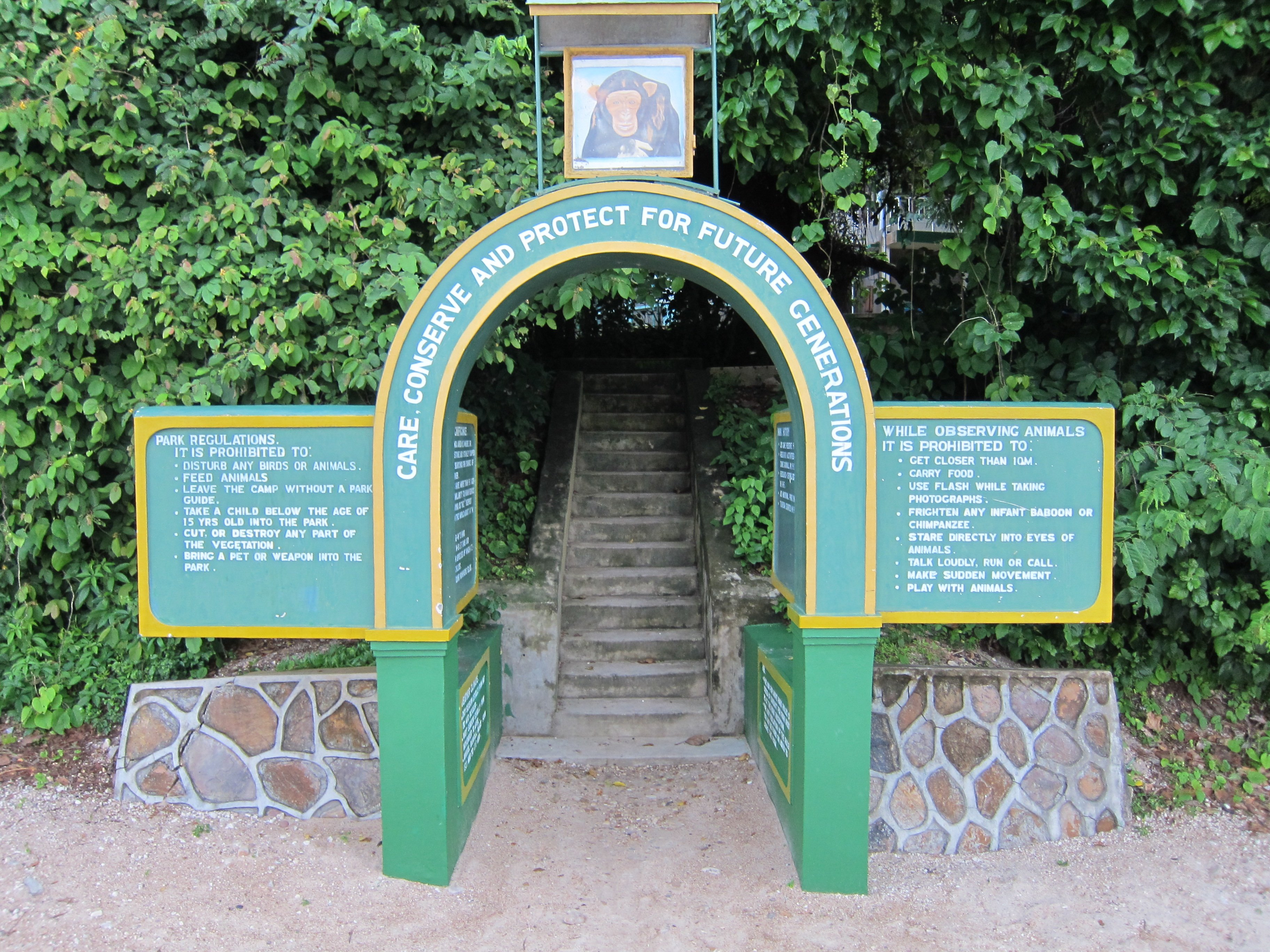
Entrada do parque
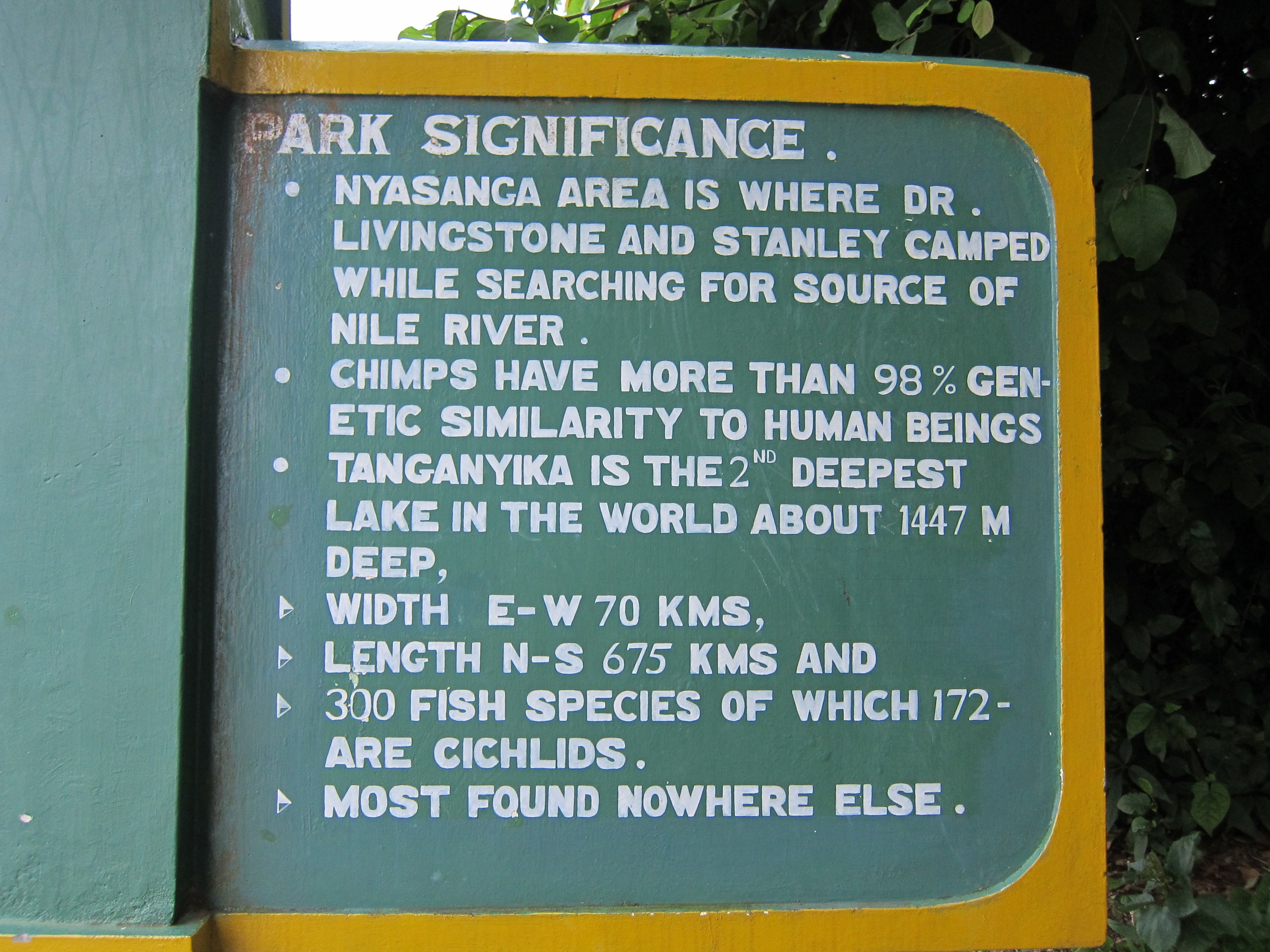
Importância do parque
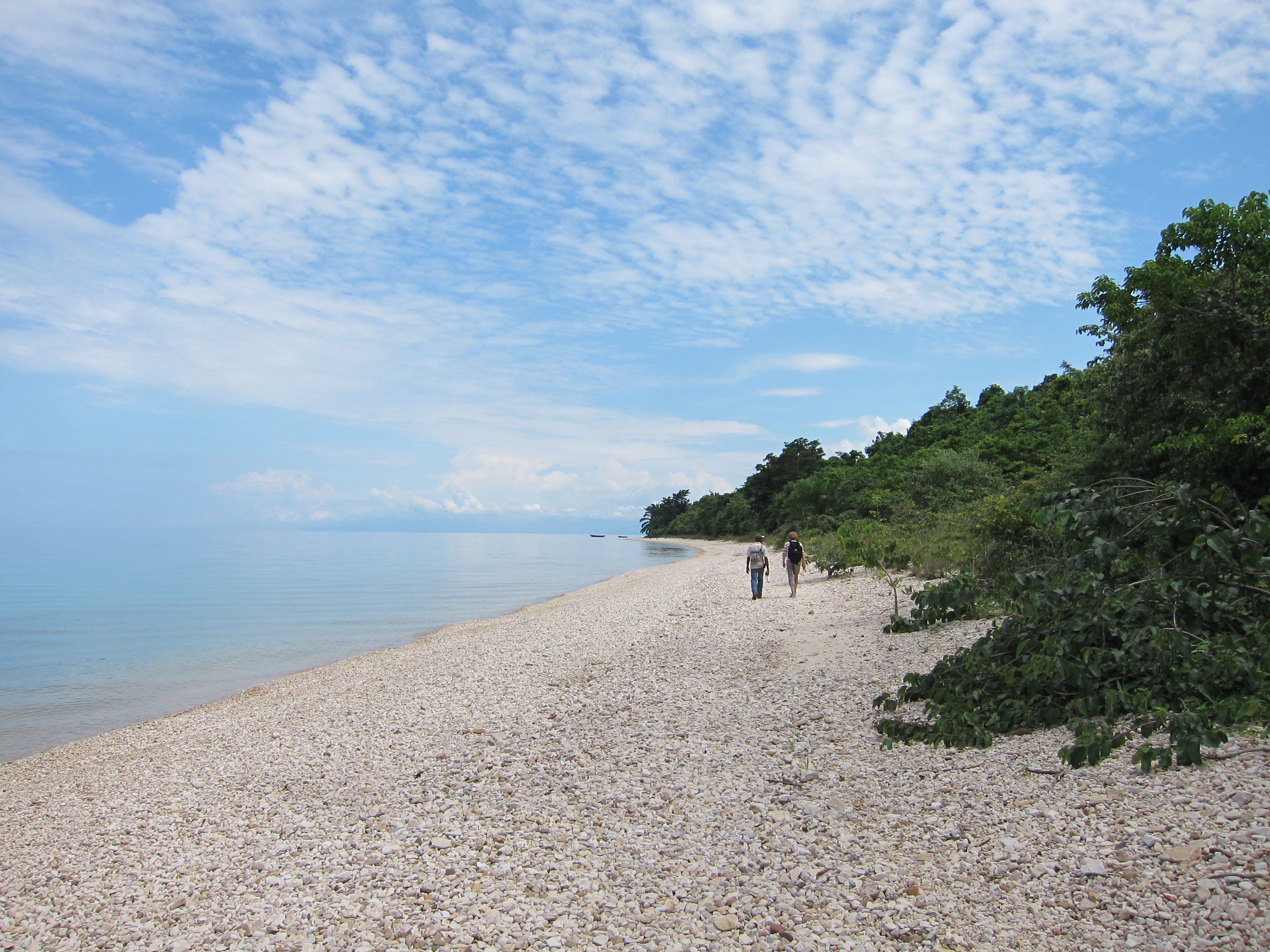
Costa do lago Tanganica